# Cosmic Slop
Cosmic Slop è il quinto album del gruppo funk statunitense Funkadelic, pubblicato nel 1973.

## Tracce
LATO A
1. Nappy Dugout – 4:33 (George Clinton, Cordell Mosson, Garry Shider)
2. You Can't Miss What You Can't Measure – 3:03 (George Clinton, Sidney Barnes)
3. March to the Witch's Castle – 5:59 (George Clinton)
4. Let's Make It Last – 4:08 (George Clinton, Eddie Hazel)

LATO B
1. Cosmic Slop – 5:17 (George Clinton, Bernie Worrell)
2. No Compute – 3:03 (George Clinton, Garry Shider)
3. This Broken Heart (cover dei The Sonics) – 3:37 (William Franklin)
4. Trash A-Go-Go – 2:25 (George Clinton)
5. Can't Stand the Strain – 3:27 (George Clinton, Eddie Hazel)